# Bologna Indoor 1978
Il Bologna Indoor 1978 è stato un torneo di tennis giocato sul sintetico indoor. È stata la 4ª edizione del Bologna Indoor, che fa parte del Colgate-Palmolive Grand Prix 1978. Il torneo si è giocato a Bologna in Italia, dal 20 al 25 novembre 1978.

## Campioni

### Singolare maschile
Peter Fleming ha battuto in finale  Adriano Panatta con il punteggio di 6–2, 7–6(5)

### Doppio maschile
Peter Fleming /  John McEnroe hanno battuto in finale  Jean-Louis Haillet /  Antonio Zugarelli con il punteggio di 6–1, 6–4